# Shadow Board

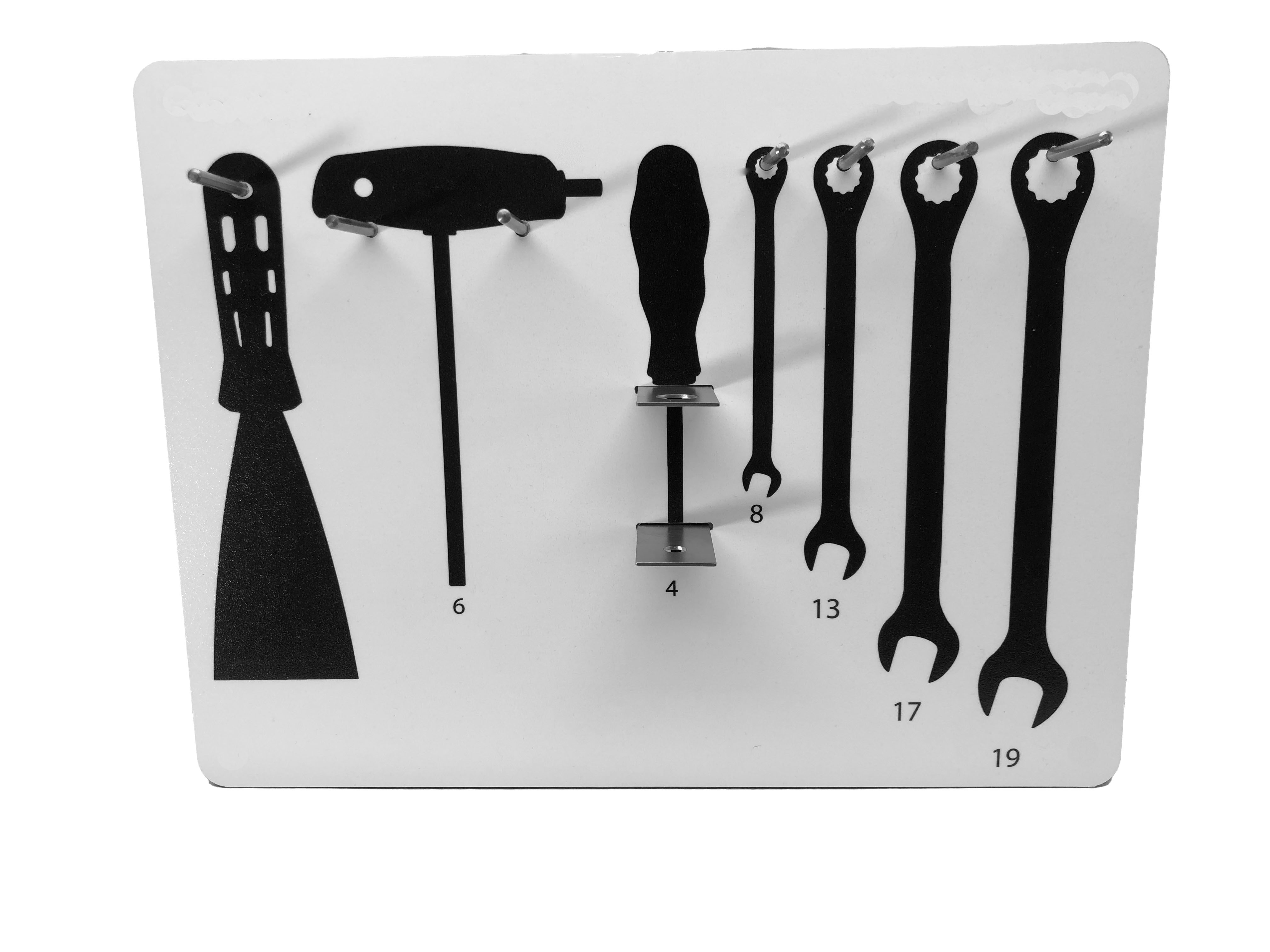
[https://diewerkzeugwand.de/ Shadowboard zum Aufhängen von Handwerkzeugen

Der Begriff Shadow Board oder auch Schattenwand hat seinen Ursprung im Prinzip des Lean Management.

## Begriff
Ein Shadow Board oder auch Schattenbrett ist eine Vorrichtung zum Organisieren eines Satzes von Werkzeugen oder Reinigungsmitteln. Das Board definiert, wo bestimmte Werkzeuge platziert werden sollen, wenn sie nicht benutzt werden. Auf den Schattentafeln sind die Umrisse der Werkzeuge einer Arbeitsstation markiert, so dass der Bediener schnell erkennen kann, welche Werkzeuge verwendet werden oder fehlen. Die Boards befinden sich in der Regel in der Nähe des Arbeitsplatzes, an dem die Werkzeuge eingesetzt werden. Shadow Boards werden häufig in der Fertigungsumgebung eingesetzt, um den Gedanken des Lean Managements, 5S und die Six-Sigma-Fähigkeiten einer Anlage zu verbessern.
Shadow Boards verkürzen den Zeitaufwand für die Werkzeugsuche und verringern auch Verluste der Werkzeuge. Sie erhöhen die Arbeitsplatzsicherheit, weil Werkzeuge nach Gebrauch sicher ausgetauscht werden, anstatt zu potentiellen Gefahren zu werden. Zusätzlich unterstützen sie das Unternehmen dabei, seine Produkte preiswerter, effektiver und schneller zu produzieren, da Rüstzeiten generell verkürzt werden können.

## Arten des Shadow Board
Shadow Boards gibt es in vielen unterschiedlichen Varianten. Bei produzierenden Unternehmen sind es vorrangig Wandtafeln, die dann auch unter den Namen Werkzeugwand, Schattenwand, Schattenbrett oder Schattentafel bekannt sind. Es gibt sie aber auch als Schaumstoffeinlage für Schubladen oder Schränke. Im Privatbereich findet man Shadow Boards in den Heimwerkstätten in Form von Lochwänden, auf denen eine Vielzahl von unterschiedlichen Werkzeugen aufgehängt werden kann. Im Privatbereich wird jedoch in der Regel auf die "Schatten" bzw. Umrisse verzichtet und das Board wird lediglich als Ordnungssystem verwendet.

## Nutzen
Ein Shadow Board wird direkt an der Maschine angebracht. Dieses Board enthält nur genau die Werkzeuge, die für die jeweilige Linie (Maschine) benötigt werden. Ein Shadow Board sorgt dafür, dass immer das richtige Werkzeug zu jeder Zeit an der richtigen Stelle ist. Somit kann im Störungsfall sichergestellt werden, dass das richtige Werkzeug sofort verfügbar ist und die Maschine im besten Fall schnell wieder zum Laufen gebracht wird.
Damit die Rüstzeiten z. B. in der Lebensmittelindustrie, wenn eine Maschine, die zuerst Produkt A und jetzt Produkt B produzieren soll, so kurz wie möglich ist, muss immer bestimmtes Werkzeug vorhanden sein. Durch Schattenwände, die unmittelbar bei den Maschinen platziert sind, wird dies gewährleistet.

## Funktionsweise
Jedes aufzuhängende Werkzeug ist mit einem farbigen, sich vom Hintergrund abhebenden Schatten versehen. Wenn das Werkzeug ordnungsgemäß auf dem Board ist, so ist der Schatten nicht sichtbar. Fehlt ein Werkzeug, so ist deutlich erkennbar, welches Werkzeug nicht vorhanden ist.
Durch dieses simple System können Rüstzeiten, Reinigungszeiten und Wegezeiten verkürzt werden, aber auch sichergestellt werden, dass kein Handwerkzeug in den Maschinen verbleibt oder anderweitig verschwindet.
In der Industrie ist es üblich, dass in 3 Schichten, also Früh-, Spät- und Nachtschicht, gearbeitet wird.
Hierbei ist es wichtig, dass jede Schicht immer eine vollständige Werkzeugschattenwand / Shadow Board zur Verfügung hat, dabei hilft ein Schichtübergabeprotokoll. So kann jede Schicht mit einer vollständigen Wand starten.